# Shire of Esperance
Shire of Esperance is een Local Government Area (LGA) in Australië in de staat West-Australië. Shire of Esperance telde in 2021 13.883 inwoners. De hoofdplaats is Esperance, een havenplaats aan de zuidkust van Australië.

## Geschiedenis
Antoine de Bruni d’Entrecasteaux ontdekte de baai van Esperance en vernoemde haar naar een van zijn expeditieschepen in 1792. De eerste Europeanen die zich in de streek vestigden waren de gebroeders Dempster die de Esperance Bay Pastoral Station opstartten in 1864. Na de ontdekking van goud in de oostelijke goudvelden en de toestroom van goudzoekers via Esperance Bay werd de plaats Esperance in 1893 gesticht.
In 1895 werden de lokale bestuursgebieden Esperance Municipal District en Esperance Road District gesticht. Op 30 oktober 1908 werd het Municipal District ontbonden en bij het Esperance Road District gevoegd. Op 1 juli 1961 werd de naam Esperance Road District veranderd in Shire of Esperance.
In de jaren 1960 begon Shire of Esperance zich te ontwikkelen tot een belangrijk landbouwdistrict.

## Plaatsen, dorpen en lokaliteiten
Het district is meer dan 42.000 km² groot en bevat 4.853 kilometer weg. Het bestaat uit volgende lokaliteiten:
- Esperance
- Bandy Creek
- Beaumont
- Boyatup
- Buraminya
- nationaal park Cape Arid
- nationaal park Cape Le Grand
- Cascade
- Castletown
- Chadwick
- Condingup
- Coomalbidgup
- Dalyup
- East Munglinup
- Gibson
- Grass Patch
- Israelite Bay

- Howick
- Lort River
- Merivale
- Monjingup
- Mount Ney
- Myrup
- Neridup
- North Cascade
- Nulsen
- Pink Lake
- Salmon Gums
- Scaddan
- Sinclair
- West Beach
- Windabout
- Wittenoom Hills